# Secteur 1 (Bucarest)
Le secteur 1 est l'une des six divisions administratives de la ville de Bucarest, capitale de la Roumanie.

## Géographie
Le secteur s'étend sur 6 752 hectares dans la partie nord-ouest de la ville. Il est limitrophe du secteur 2 à l'est, du secteur 5 au sud, et du secteur 6 au sud-ouest.

## Quartiers
- Aviatorilor
- Aviației
- Băneasa
- Bucureștii Noi
- Dămăroaia
- Domenii
- Dorobanți
- Gara de Nord
- Grivița (en)
- Floreasca
- Pajura
- Pipera
- Primăverii
- Romană
- Victoriei

## Politique
| Parti                           | Sièges |
| ------------------------------- | ------ |
| Alliance USR-PLUS (USR-PLUS)    | 9 / 27 |
| Parti social-démocrate (PSD)    | 9 / 27 |
| Parti national libéral (PNL)    | 6 / 27 |
| Parti Mouvement populaire (PMP) | 3 / 27 |

### Liste des maires
| Nom             | Parti | Parti    | Début du mandat | Fin du mandat |
| --------------- | ----- | -------- | --------------- | ------------- |
| Flor Pomponiu   |       | PNL      | 1992            | 1996          |
| George Pădure   |       | Ind      | 1996            | 2000          |
| Vasile Gherasim |       | PDL      | 2000            | 2004          |
| Andrei Chiliman |       | PNL      | 2004            | 2016          |
| Dan Tudorache   |       | PSD      | 2016            | 2020          |
| Clotilde Armand |       | USR-PLUS | 2020            | 2024          |

## Économie
Le secteur 1 abrite le siège de plusieurs sociétés telles que Blue Air, JeTran Air et Petrom. Il est connu pour être le secteur le plus riche de Bucarest.[réf. souhaitée]

## Patrimoine
- Le cimetière juif Filantropia

### Musées
- Le Musée national d'Art de Roumanie, (Palais royal de Bucarest)
- Le Musée des collections d'art
- Le Musée Zambaccian
- Le Musée du Paysan roumain
- Le Musée national d'histoire naturelle « Grigore Antipa »

## Jumelage
Le secteur 1 de Bucarest est lié avec les villes suivantes :
- Bagheria
- Catane
- Rome (zone 19)
- Ruse
- São Gonçalo